# اولاف سیورتسن
اولاف سیورتسن (نروژی: Olaf Syvertsen; ۲۳ اوت ۱۸۸۴ – ۱۳ ژوئن ۱۹۶۴) ژیمناست هنری اهل نروژ بود.